# シェイク・サイード
シェイク・サイード（フランス語:Cheikh Saïd、Cheik-Saïd, Shaykh Sa'īd）は、イエメンの南西部の半島であり、対岸にはペリム島がある。シェイク・サイードはバブ・エル・マンデブ海峡に面している。

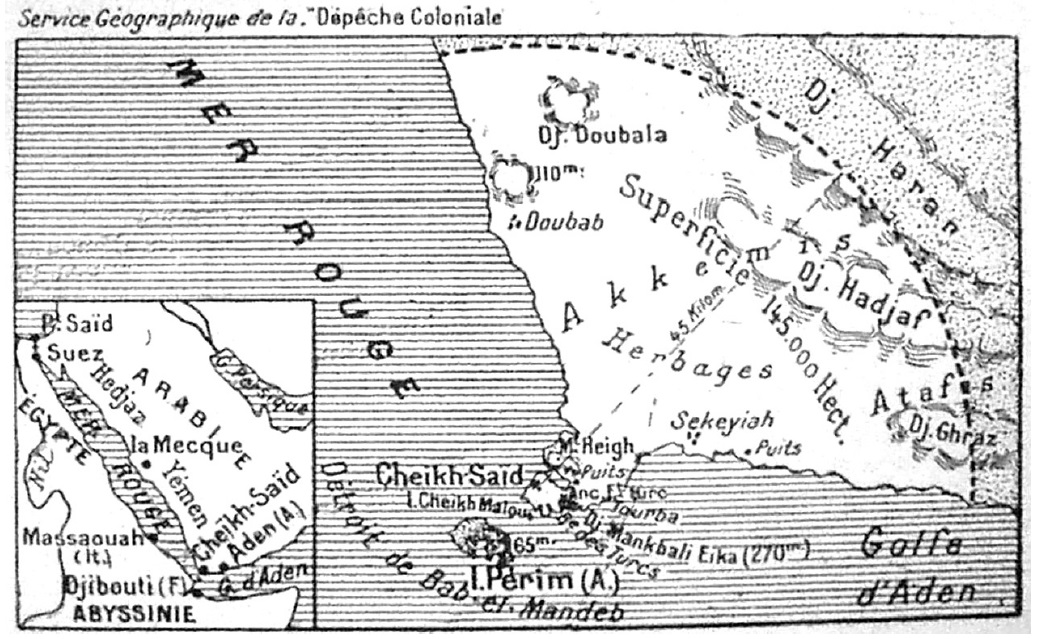
フランスの定期刊行物であるラデペシュコロニアル（1919年5月23日号）の地理的サービスによって作成されたシェイク・サイードの地図。

1920年に、シェイク・サイードは「重要な電信局のある上陸場所として優れた場所」と評された。遅くとも1970年には『プチ・ラルース』は「1868年から1936年までのフランスの植民地」であると説明していたが、フランスはそれについて正式な管轄権や主権を主張したことはない。
1868年に地元のシェイクから国を購入したマルセイユのラボー・バザン社は1870年に貿易拠点を設立しようとしたが、当時、イエメンを支配していたオスマン帝国の反感を買い、1871年末に土地への権利を維持しながらも、この地から撤退した。その後のフランスではシェイク・サイードが歴史や地理の地図帳、教科書、さらには辞書にフランスの植民地であるか、フランスの植民地であったと記述されていたが、実際には、併合したり占領したりすることはなく、この地を領土として主張することさえなかった。しかし、ブルーノ・フリニーが著書のTour du monde des terres françaises oubliéesで言及しているように、ラボー・バザン社がフランスへ権利を譲渡したことは特筆に値する。

## 地名
シェイク・サイードという地名は半島の岬に位置する、過去に崇拝されていたシェイクの、質素な墓 に由来する。1870年、ラボー・バザン社がこの岬の近くに貿易拠点を設立しようと試みた時、以前は一般的にバブ・エル・マンデブ半島と呼ばれていた半島に、シェイク・サイード半島と名付けた。現代のイエメンの地図にはこの半島がラス・メンヘリと書かれているが、他の2つの呼称も引続き使用されている。

## 地理的な特性

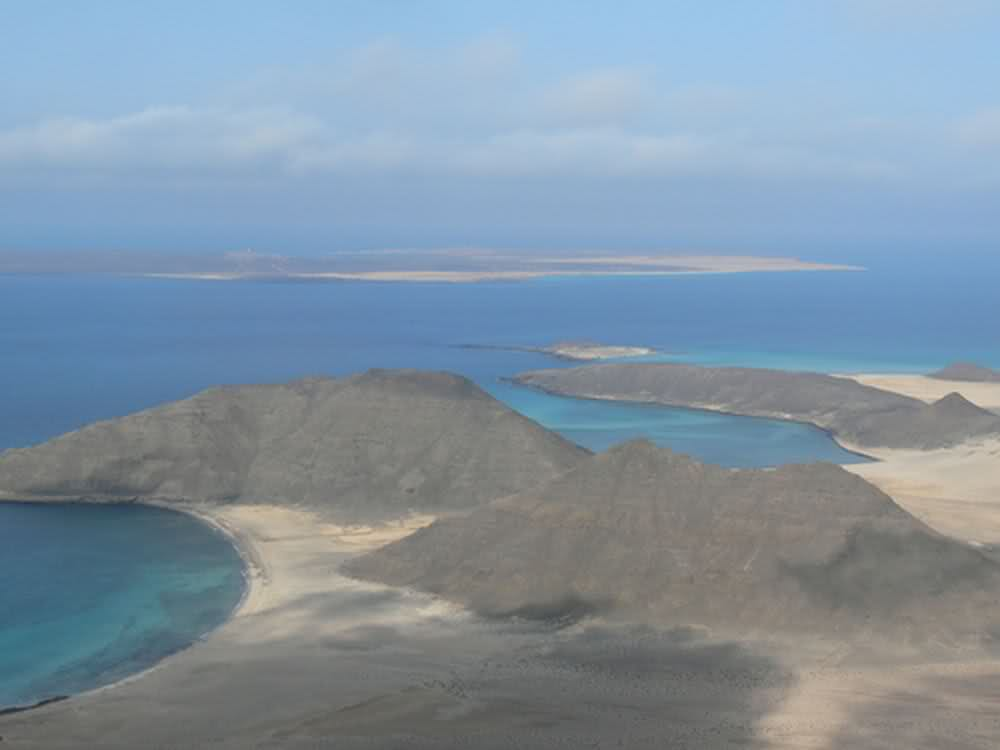
シェイク・サイードの高台より望むペリム島。

シェイク・サイード半島の先端には火山性の6つの丘が存在し、その中で最も高いジェベル・メンヘリ（Jebel Menheli）は海抜264メートルである。 これらの丘は不毛で地味な砂とサンゴを起源とする石灰質の堆積物が固まったもので形成されている。海岸から離れると二つの山地があり、一つは19世紀の旅行者により説明されている。「険しい山々の頂点は鋭く、裂けている、又はギザギザで、ほっそりとした針のようなものもある。こうした針のような山々は、ときとして様々なサイズの岩が点在する深い谷で隔てられている」。こうした概観はシェイク・サイードの風景に月面のような印象を与える。シェイク・サイード半島は、さまざまな距離の岬や岩に覆われた支脈で海へ突き出ている。シェイク・サイードの海岸はこうした突出により小さく浅い湾が形成されている。

## 歴史

### 古代
『エリュトゥラー海案内記』やその他の資料で言及されているオクリス（Océlis）という名の港は現在のバブ・エル・マンダブ海峡に位置していたとみられ、おそらく現在のシェイク・サイードのコール・ゴレララグーン付近の村がオクリスであったと思われる。古代南アラビア語で綴られた碑文に言及されているマバダン（Maddabân）という地名も、この地域であると思われる。マバダンは貿易拠点というより、単なる停泊地や補給基地といったものであった。バブ・エル・マンダブ近海の貿易は、主にシェイク・サイードから近い、現在ではモカと呼ばれているムーサ港で独占的に行われていた。1835年にこの地を訪れた測量士で探検家のジェームス・レイモンド・ウェルステッドは、この地域が古代から居住されてきたという証拠を見つけられなかった。

### 近代

#### フランスの植民地建設への試み
1840年から1860年の間、フランスは紅海のアフリカ側、マッサワ以南のアンフィラ湾やイディ、ズラを現地部族から購入し、植民地を作ることを試みてきたが、これらの購入は無意味だった。1860年には半公式の任務中であったスタニスラス・ラッセルがティグレのラスと、アドゥリス湾とデッシ島の購入に関する条約を締結したが、これも最終的にフランスは批准しなかった。

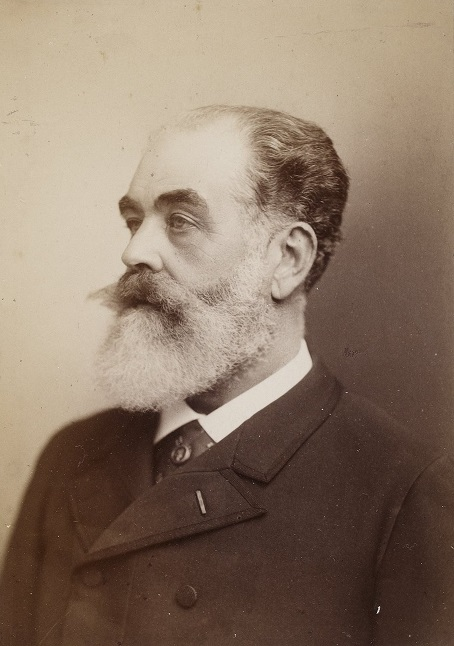
1883年のアルフレ・ラボー。

フランスは植民地の建設を紅海のアフリカ側に築き上げることを計画し続けてきたが、1868年3月にアデンとバブ・エル・マンデブ海峡の間に居住する部族のシェイクであったアブドゥッラー・ビン・ムルシンが、フランスが地域を保護する見返りにアブドゥッラーの領地の中に位置するコール・アムラン港などにイギリスがアデンに設立した拠点と同様の物を設置することを、アデンのフランス領事に提案する手紙を送った。 港を確認することを担当することとなったフリゲート艦、ミネルヴァの指揮官であったシャイレは、この地の港は中規模の船舶でさえも接近が危険であり、さらにイギリスの影響下に置かれているアデンに隣接するこの地への保護領の設立は無数の争いの源となるにもかかわらず、なんの利益もないということを強調して報告した。そのため、フランスがこの提案を受けることはなかった。数年後、オスマン帝国の宗主下から独立を勝ち取ったアケミス族のシェイク、アリー・タバト・ドーレインはアデンに滞在するボナバンチュール・マスという、ザンジバルのマルセイユ企業ヴィダル・フレールの代理人に貿易拠点の建設のためにシェイク・サイード半島を購入することを持ちかけた。 当時はスエズ運河の開通が近づいてきており、紅海の入り口に位置するバブ・エル・マンデブ海峡のシェイク・サイード半島を購入することはマスにとって非常に魅力的だった。 資金が不足していたマスは、スエズ運河会社の元社員で、マルセイユの別の商社であるアデン・デュ・ラボー・フレール社のテオドール・ポイライと協力し、1868年10月1日、「バブ・エル・マンデブ海峡からすべての方向に6時間歩いた、シェイク・サイードと呼ばれる領域」を租借し、6ヶ月間の契約期間の満了時に80000ターラー（約425000フラン）を支払う契約を締結した。売買契約は隣接する地域に居住する部族の主要な7人のシェイクの出席の下に作られ、その時のアデンのフランス領事であったバロン・デュ・クレチーに公認された。 マスからの出資金をシェイクサイードから回収するために、ポイライはフランスに戻り、ラボー社の代表として、フレデリック・ヴァン・デン・ブロークと共にナポレオン3世の側近から援助を受けた。その後ポイライはアルフレ・ラボーに事業を提案した。彼の兄弟であったエドュアールは、マックス・バザンとオーギュスト・バザンの兄弟と力を合わせて、探検に出ることを決定した。

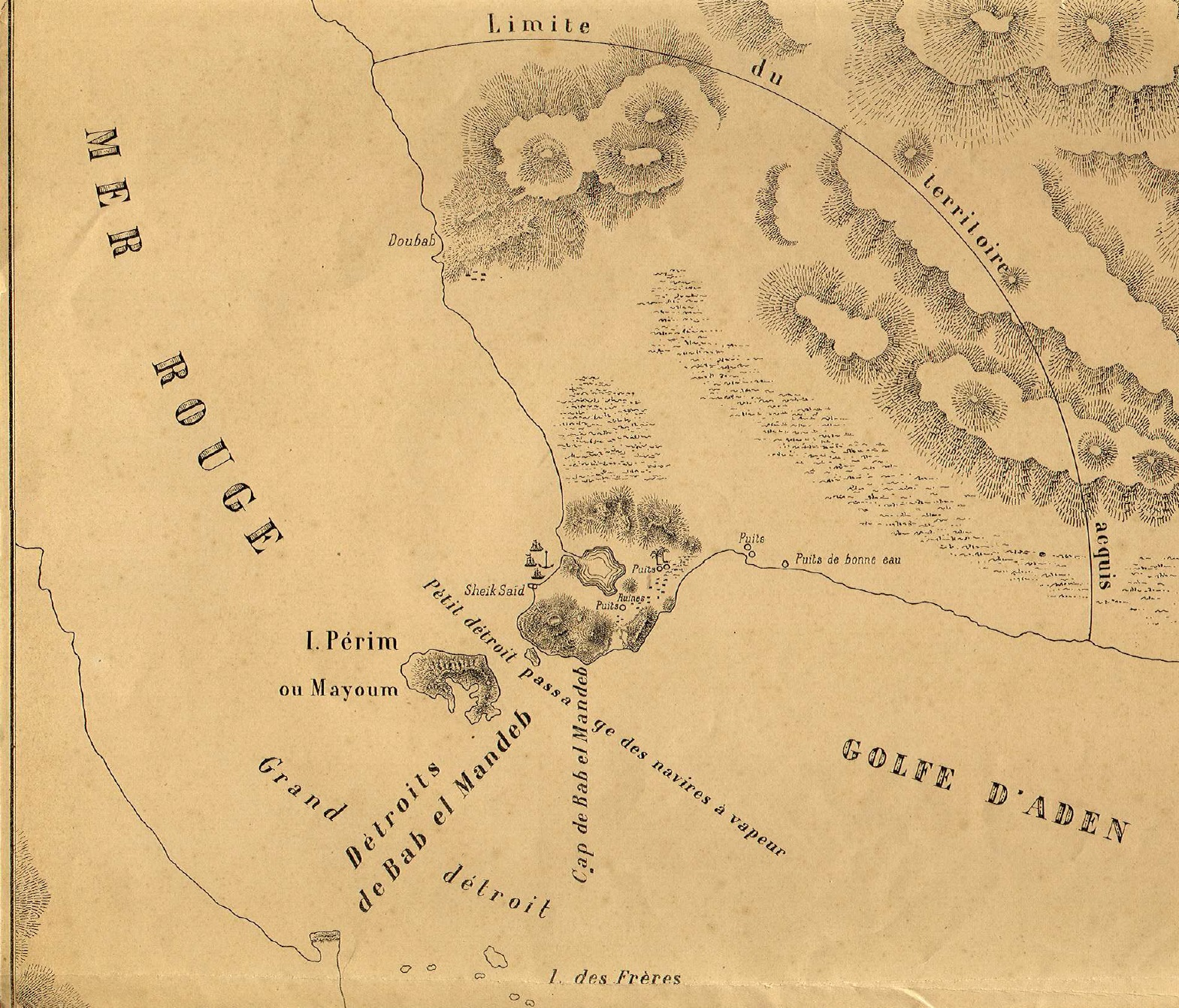
バブ・エル・マンデブ海峡とシェイク・サイードの地図。

1868年11月6日、バザンとラボーの両兄弟、フレデリック・ヴァン・デン・ブロークは、資本金100000フランをかき集め、「バブ・エル・マンデブ地域研究会」を結成した。研究会は10月1日に手に入れたシェイク・サイードの権利を利用することを担当した。新会社の設立趣意書に付随する地図上では、契約の「すべての方向に6時間歩いた、シェイク・サイードと呼ばれる領域」という定義は、165000ヘクタールを取り囲む半径42kmの領域」と変更された。貿易の拠点となる商館に加えて、シェイク・サイード半島内陸に切り込んだラグーンの港湾は冬季モンスーンの四ヶ月間を耐えきれないため、シェイク・サイードを利用する計画の為には堤防の建設が必要となった。

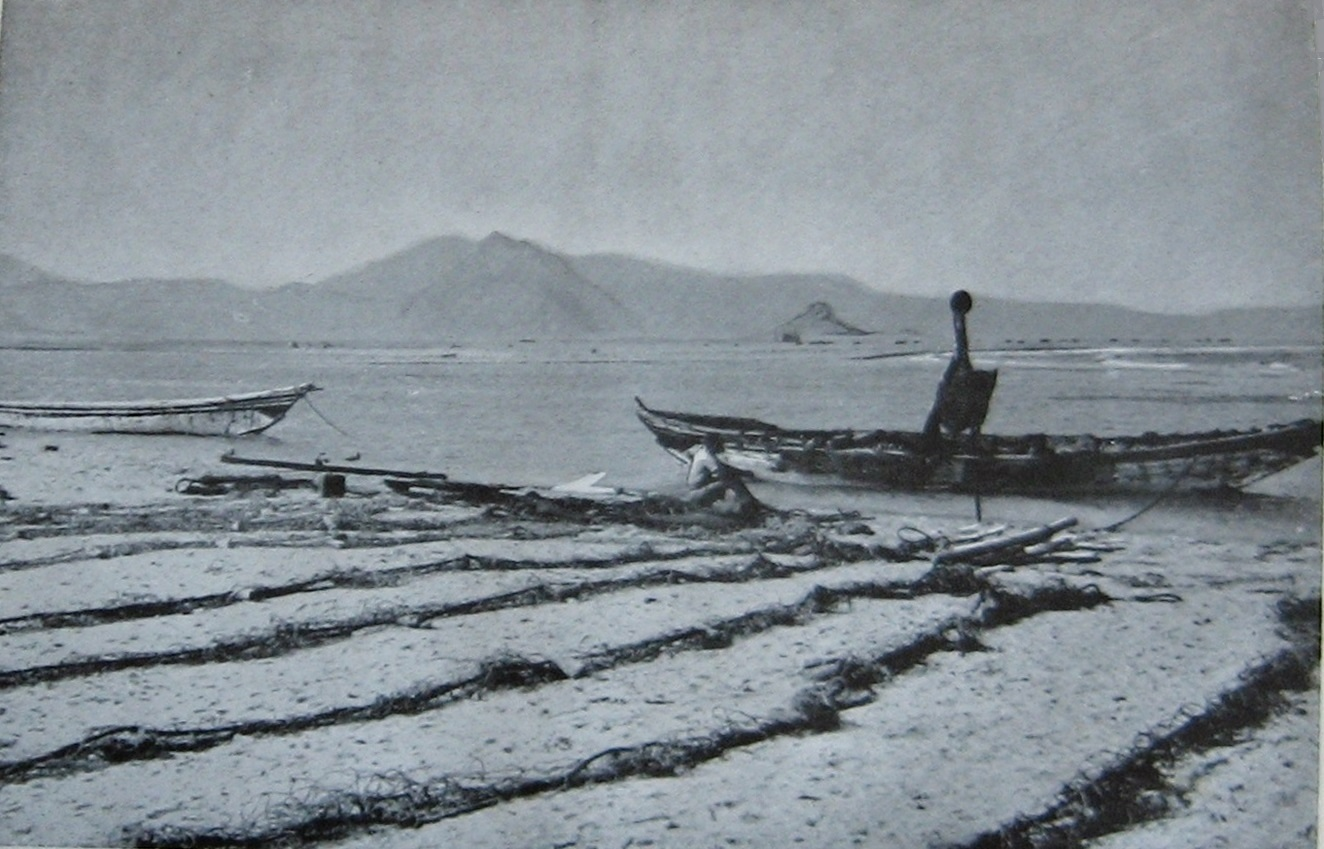
シェイク・サイードのコール・ゴレララグーン。

発起人たちはシェイク・サイードが最も素晴らしい商業港となり、地域の主要港としての地位で、アデンに取って代わる「新たなマルセイユ」となれると考えて、シェイク・サイードについて様々なことを述べた。 「淡水は十分豊富で、木材や食料は簡単に手に入れることができる。シェイク・サイードには農業植民地が繁栄するだろう。蒸気機関で使用できる石炭は地面から露出している」。実際のシェイク・サイードは火山性の岩に覆われた起伏の激しい半島で、農業には適さない。 アンリ・ド・モンフレイが1914年の一月にこの地を訪れた際には、暗い描写がなされている。「海岸から4キロ以上の地には塩やマグネシウムを含んだ物以外の水は見つからない。付近には木も草も生えておらず、牛もいない。人口は250人ほどの漁民に減少しており、半島の内陸に切り込んだラグーンの海岸付近のあばら屋に居住している。魚はとても豊富である」。